# Conducto linfático derecho
El conducto linfático derecho o gran vena linfática es un vaso linfático que transporta la linfa procedente del miembro superior derecho y la mitad derecha del tórax, la cabeza y el cuello. Se forma por la unión de 3 ramas, el tronco yugular, el subclavio y el broncomediastínico derecho. Desemboca en el sistema venoso en el ángulo formado por la vena subclavia derecha y la vena yugular interna derecha. Mide 2 mm de diámetro y entre 8 y 15 mm de longitud. Transporta un caudal de linfa inferior (20 mL/h) al otro vaso principal del sistema linfático, el conducto torácico.

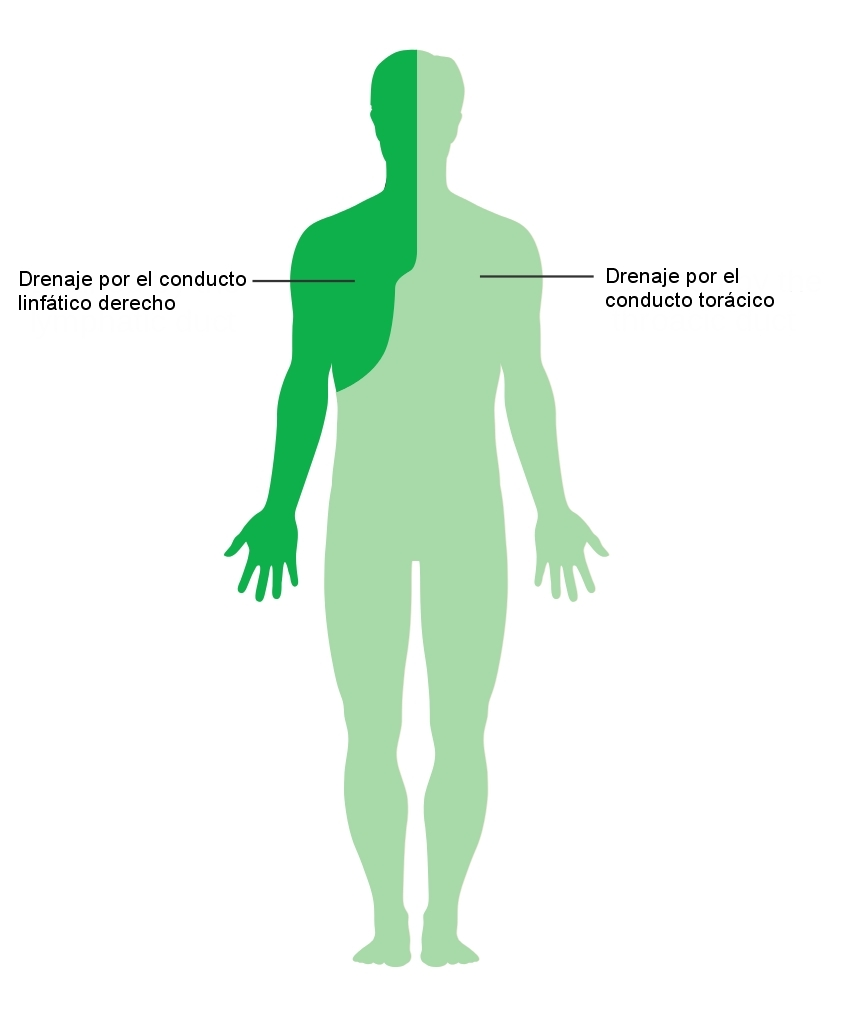
Esquema en el que se muestran las áreas drenadas por el conducto linfático derecho y el conducto torácico.